# ビヤラット・タンタパイティ
ピヤラット・トンタップタイ（タイ語: ปิยะรัฐ ตุ้นทัพไทย、ラテン文字: Piyarat Toontupthai、1987年12月10日 - ）はタイ王国の男子バレーボール選手。ポジションはリベロ。2011年、インドネシアのジャカルタおよびパレンバンで行われた東南アジア競技大会における、男子バレーボール優勝時のタイ代表中心選手である。

## 来歴
10歳でバレーボールを始め、中学校年代はウボンラーチャターニー県体育学校で学んだ。高校年代はスパンブリー県体育学校へ進学。その後ワライヤアロンコーン・ラーチャパット大学へ入学し、卒業後さらに体育教育大学スパンブリー校で学ぶ。
2011年7月26日、インドネシアで行われたAVCアジアクラブ選手権にチャーン（Chang, Federbräu Volleyball）のメンバーとして出場、カタールのアル・ラーヤン（Al Rayyan SC）にセットカウント2-3で敗れる。同月28日、準々決勝において日本の堺ブレイザーズにセットカウント1-3で敗れた。
2011年12月6日、ウドンターニーVCは2012年タイリーグへ向けたプロチーム体制を記者発表し、リベロとしてピヤラットの加入を明らかにした。
2013年タイリーグにおいてチエンラーイVCで活躍し、2013年の東南アジア競技大会（ミャンマー）に向けた代表チームに招集される。
同年6月26日、タイのナコーンパトム県で行われたFIVBバレーボール世界選手権東南アジア地区予選においてベトナム代表をセットカウント3-1で破る試合に貢献した 。翌27日、ミャンマー代表をセットカウント3-0で下す試合でも活躍、さらにインドネシア代表も破りタイ代表は東南アジアゾーンを1位で通過、前回大会に続きアジア最終予選に進んだ。
同年9月30日、アラブ首長国連邦のドバイで行われたバレーボール男子アジア選手権にリベロとして出場、モンチャイ・スパジラクン監督率いるタイ代表がレバノン代表をセットカウント3-1で破る試合に貢献した。

## 所属クラブ
- チャーン（Chang, Federbräu Volleyball）
- ウドンターニーVC
- チエンラーイVC

## 球歴
- バレーボールタイ王国男子代表 - 2011年、2013年。
- 東南アジア競技大会 男子バレーボール金メダル - 2011年。